# Heterarmia appositaria
Heterarmia appositaria là một loài bướm đêm trong họ Geometridae.